# Love Injected
"Love Injected" é uma canção da cantora Aminata. Esta canção representou a Letónia em Viena, Áustria no Festival Eurovisão da Canção 2015, na 2ª semi-final, no dia 21 de maio de 2015, onde passou à final de dia 23 de maio, pela primeira vez em 7 anos que o país passa à final, onde se classificou em 6ª lugar com 186 pontos, a melhor classificação da Letónia desde 2005 e a sua maior pontuação de sempre.

## Videoclipe
O videoclipe foi dirigido por Andzej Gavriss e produzido por Julija Fricsone-Gavriss. O coreografo foi Denis Tumakov. O vídeo também contou com a presença do modelo letão Martiņš Kapzems.